# Isla El Metate, Tamaulipas
Isla El Metate är en ö i Mexiko. Den ligger i delstaten Tamaulipas, i den nordöstra delen av landet.